# Nintendo Color TV Game
Color TV Game (яп. カラー テレビゲーム6, кара: тэрэби гэ:му) — це серія домашніх спеціалізованих консолей, розроблених і вироблюваних компанією Nintendo. Всього було п'ять різних консолей, що продавалися тільки в Японії.

## Історія
Ця серія почалася в 1977 з випуском Color TV Game 6 (яп. カラー テレビゲーム6, кара: тэрэби гэ:му року). В ній було 6 різновидів «Світлового тенісу» (копія Pong). Гравці керували ракетками за допомогою дисків, жорстко прикріплених до корпусу апарата. Додатково, як альтернатива стандартній версії, була представлена Color TV Game 6 білого кольору з живленням від батарей типу C. Це була обмежена серія чисельністю в кілька сотень консолей, які в даний час високо цінуються колекціонерами.

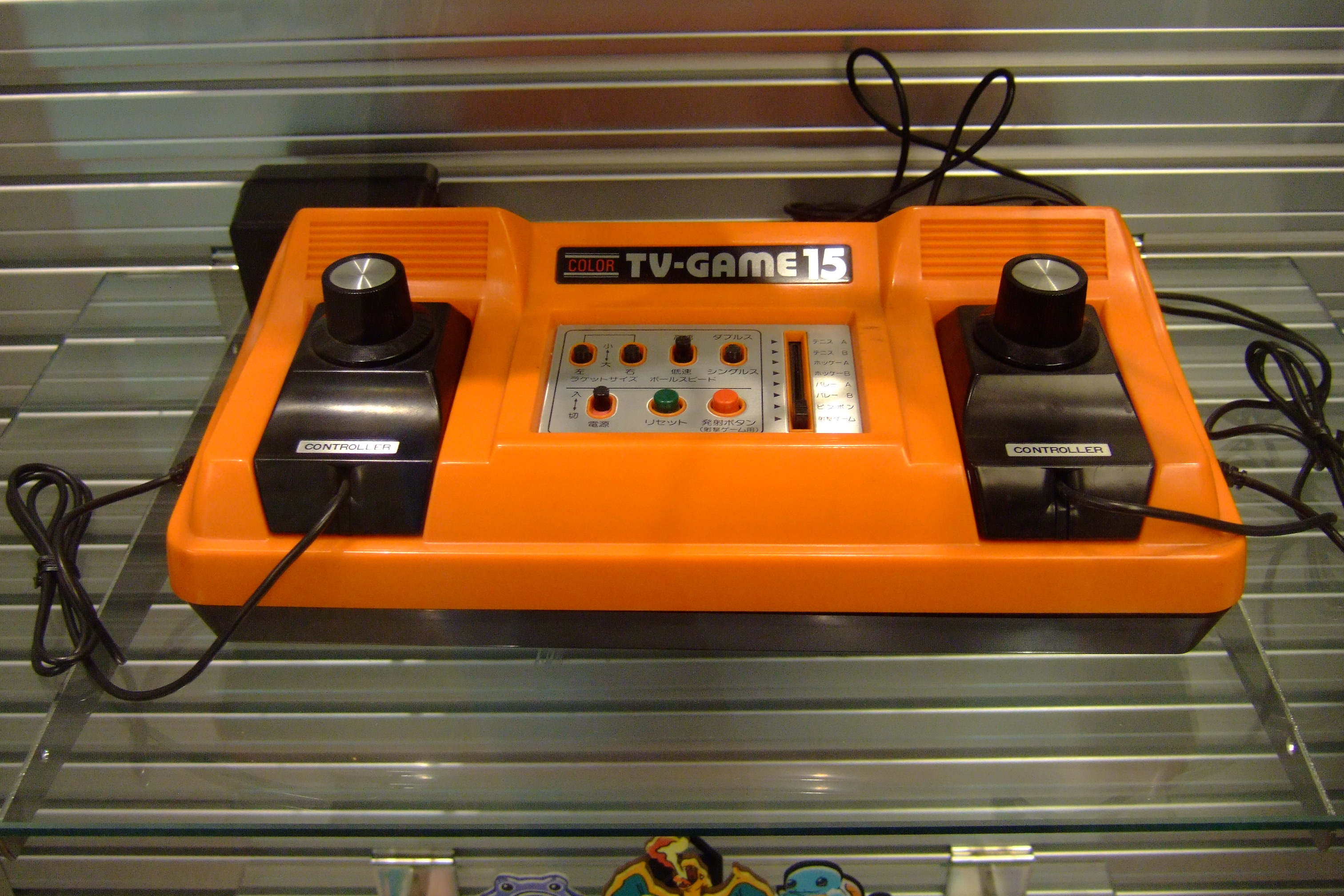
Color TV Game 15, випущена в 1978 році

У 1978 р. Nintendo представила Color TV Game 15 (яп. カラーテレビゲーム15, кара: тэрэби гэ:му дзю: го) з двома контролерами, приєднаними до консолі за допомогою кабелів, що зробило процес гри простішим. Консоль включала в себе 15 різних версій «світлового тенісу». Було продано близько мільйона примірників Color TV Game 15. Всього існувало 2 види Color TV Game 15, які трохи розрізнялися зображуваними квітами. Колекціонерам значно важче знайти світло-оранжеву версію, тоді як темно-помаранчева версія поширена більше. У цьому ж році Nintendo представила Color TV Racing 112 (яп. カラーテレビレーシング112, кара: тэрэби гэ:му хаяки дзю: ни), в якій була всього одна гра — гонка з виглядом зверху. Разом із грою постачалися кермо і коробка передач. У грі також був режим мультиплеєра для двох осіб, у якому замість керма і коробки передач використовувалися два маленькі контролери.
"Color TV Game Block Breaker" (яп. カラーテレビゲームブロック崩し, кара: тэрэби гэ:му бурокку кудзуси) була представлена в 1979 році. Це була консоль для однієї людини, яка запускала гру Block Breaker (ブロック崩し Burokku Kuzushi), портовану з ігрового автомата виробництва Nintendo. Block Breaker був заснований на грі Breakout, розробленій Atari. Тут, як і на Color TV Game 6, ракетка керувалася за допомогою диска, закріпленого на корпусі консолі. Зовнішній дизайн консолі розробляв Сігеру Міямото, який почав працювати в Nintendo у 1977 році.
Останньою консоллю в серії була Computer TV Game (яп. コンピューターテレビゲーム, компю:та: тэрэби гэ:му), представлена в 1980 році. Вона, як і всі інші консолі серії Color TV Game, продавалася тільки в Японії. Однією з ігор на цій консолі був порт першої аркадної гри Nintendo — Computer Othello.
|  |  |  |

|  |  |  |

## Ремейки ігор для Color TV Game
Через два десятки років після завершення виробництва серії Nintendo вирішила включити старі ігри Color TV Game у нові ігри серії WarioWare. WarioWare, Inc.: Mega Microgame$!, випущена для портативної консолі Game Boy Advance у 2003 році, включала ремейк Color TV Racing 112 як частину 9-Volt — колекції старих ігор Nintendo. Color TV Game 6 також отримала ремейк. Вона була в складі збірок 9-Volt і 18-Volt, включених у гру WarioWare: Smooth Moves, випущену для домашньої консолі Wii в 2006 році. Nintendo включила Color TV Game у гру WarioWare, Inc.: Mega Microgame$!, випущену для Game Boy Advance 2003. Color TV Racing 112 — це частина колекції старих ігор Nintendo 9-Volt. Color TV Game 6, а також частина колекції 9-Volt і 18-Volt включені в гру WarioWare: Smooth Moves, випущену для Wii в 2006 році.